# Schleimssattel
Der Schleimssattel ist mit 1556 m ü. A. der niedrigste Übergang zwischen dem Bächental im Norden und dem Achental im Osten. 
Er trennt die Ausläufer der Montscheinspitze im Westen vom bei der Hohen Gans beginnenden Kaffelkamm im Osten.

## Tourenmöglichkeiten
Der Schleimssattel vermittelt den ostseitigen Zustieg zur Montscheinspitze. Alle anderen Wege durch das Bächental sind jedoch lang und ohne bewirtschaftete Unterkunftshütten.